# Giliastrum rigidulum
Giliastrum rigidulum är en blågullsväxtart som beskrevs av Per Axel Rydberg. Giliastrum rigidulum ingår i släktet Giliastrum och familjen blågullsväxter. Inga underarter finns listade i Catalogue of Life.